# Hans Schadek
Hans Schadek (* 13. September 1937 in Gelsenkirchen) ist ein deutscher Historiker und Archivar.

## Leben
Nach dem Besuch des Schalker Gymnasium Gelsenkirchen studierte Hans Schadek ab 1958 Geschichte und Germanistik an der Universität Freiburg. Nach der Ablegung des Staatsexamens 1965 wurde er 1970 bei Josef Fleckenstein mit einer Arbeit zu den Familiaren der sizilischen und aragonischen Könige im 12. und 13. Jahrhundert promoviert. Von 1982 bis 2002 war er Leiter des Stadtarchivs Freiburg.

## Veröffentlichungen (Auswahl)
- Die Familiaren der sizilischen und aragonischen Könige im 12. und 13. Jahrhundert. Ein Beitrag zur Geschichte der Familiaritas (= Spanische Forschungen der Görresgesellschaft 1. Reihe, Band 26), Freiburg im Breisgau 1971, S. 201–316, DNB 482062762 (Dissertation Freiburg im Breisgau am 13. Februar 1970, XIV, 116 Seiten, 8).
- Die Rathäuser der Stadt Freiburg im Breisgau (= Stadt und Geschichte. Neue Reihe des Stadtarchivs Freiburg i. Br., Heft 5). Freiburg i. Br. 1983
- (Hrsg. mit Heiko Haumann) Geschichte der Stadt Freiburg im Breisgau, 3 Bände, Theiss, Stuttgart 1992–1996, ISBN 3-8062-0874-3, 3-8062-0873-5, 3-8062-0857-3.